# Salix patula
Salix patula är en videväxtart som beskrevs av Séringe. Salix patula ingår i släktet viden, och familjen videväxter. Inga underarter finns listade i Catalogue of Life.